# Chlorops alishanensis
Chlorops alishanensis är en tvåvingeart som beskrevs av Kanmiya 1978. Chlorops alishanensis ingår i släktet Chlorops och familjen fritflugor.
Artens utbredningsområde är Taiwan. Inga underarter finns listade i Catalogue of Life.